# Trials Evolution
Trials Evolution è un videogioco a piattaforme di motociclismo sviluppato dalla RedLynx e pubblicato dalla Microsoft Studios. È il seguito del popolare Trials HD del 2009. Il gioco è stato reso disponibile per Xbox 360 tramite download da Xbox Live Arcade il 18 aprile 2012.